# كحيل
كحيل هي قرية سورية تقع شرق محافظة درعا، يحدها من الغرب قرية صيدا ومن الشرق المسيفرة.

## السكان
يبلغ عدد سكان كحيل 6500 نسمة. ويعتمد سكانها بشكل أساسي على الزراعة، والتجارة. إلا أن الكثير منهم يتجهون حالياً إلى الاغتراب وإلى المدينة.

## الزراعة
من أهم المحاصيل الزراعية  لكحيل الزيتون والقمح، إضافة إلى الشعير وقليل من العنب.